# گوتیه پینو
گوتیه پینو (انگلیسی: Gauthier Pinaud؛ زادهٔ ۸ ژانویهٔ ۱۹۸۸) بازیکن فوتبال اهل فرانسه است.
از باشگاه‌هایی که در آن بازی کرده‌است می‌توان به باشگاه فوتبال استراسبورگ اشاره کرد.